# 愛冠駅

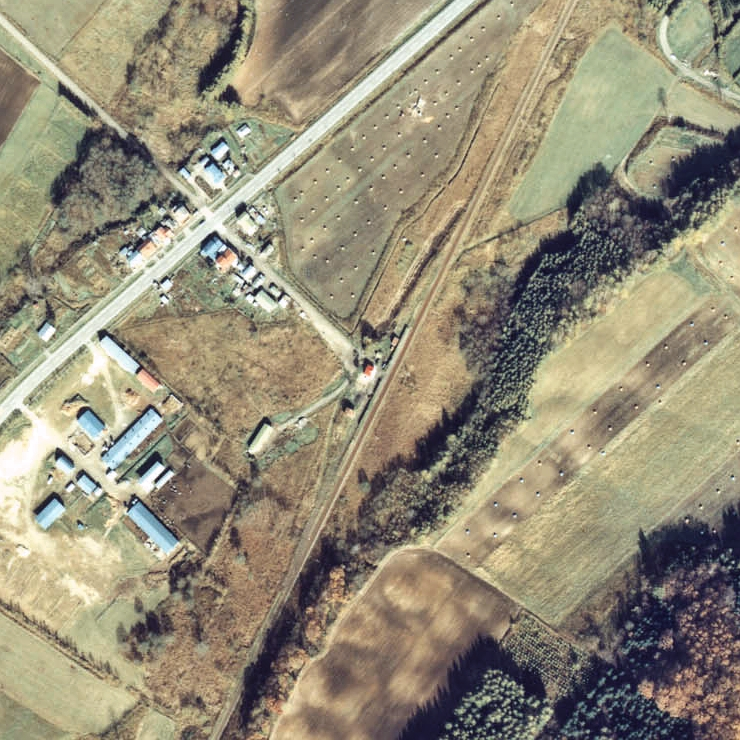
1977年、国鉄池北線時代の愛冠駅と周囲500 m範囲。上が北見方面。

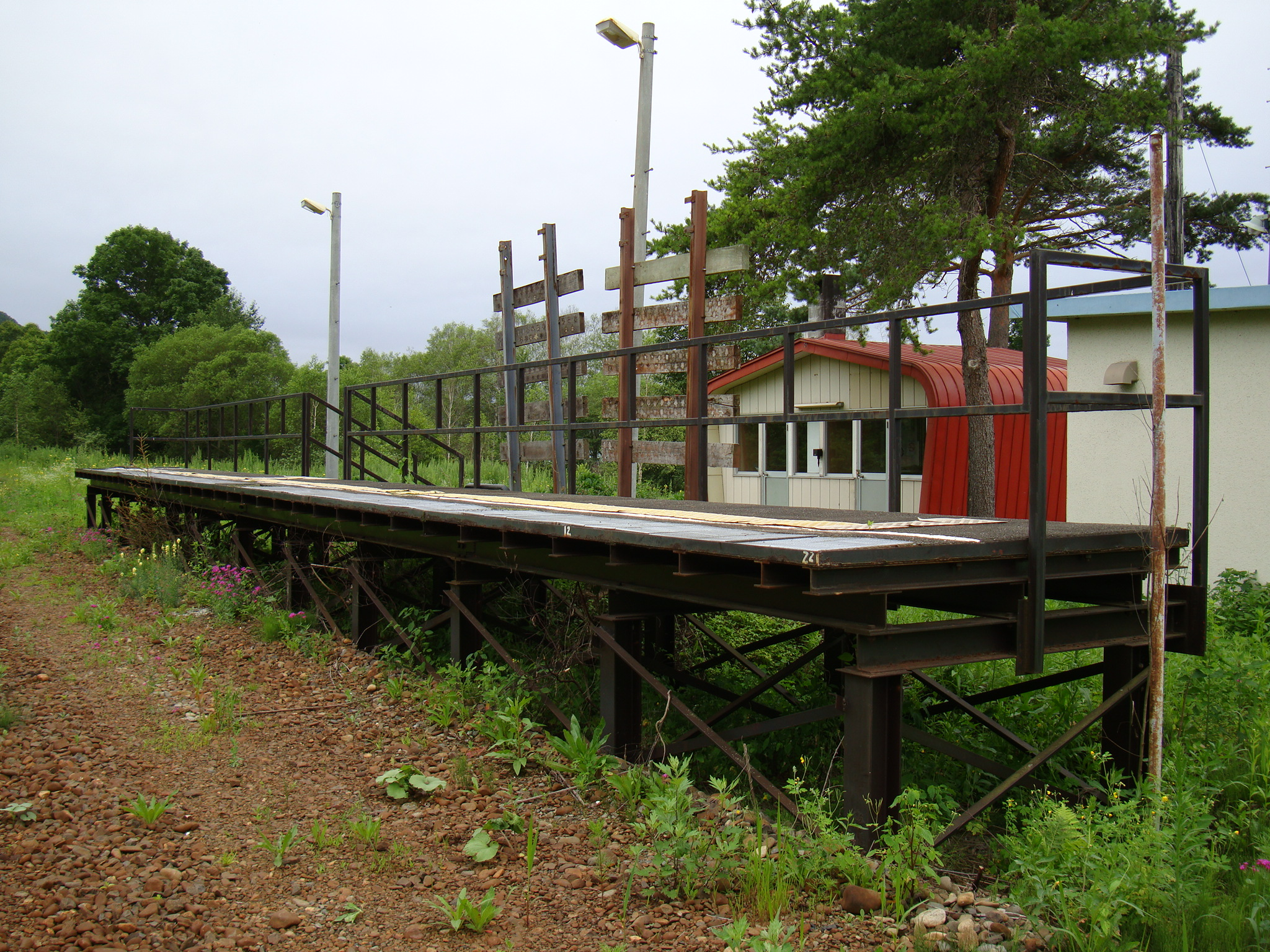
ホームの様子。線路撤去済

愛冠駅（あいかっぷえき）は、北海道足寄郡足寄町愛冠35-12にあった北海道ちほく高原鉄道ふるさと銀河線の駅である。国鉄・JR北海道池北線時代の電報略号はカフ。事務管理コードは▲110506。

## 歴史

### 年表
- 1946年（昭和21年）9月10日：運輸省網走本線の仮乗降場（局設定）として開設[1]。
- 1949年（昭和24年）6月1日：公共企業体である日本国有鉄道に移管。
- 1952年（昭和27年）3月25日：愛冠駅となり、営業キロを設定。荷物取扱いを開始（一般駅）[4][5]。
- 1961年（昭和36年）
  - 4月1日：路線の呼称変更により池北線の駅となる[6]。
  - 5月1日：業務委託化[6]。
- 1977年（昭和52年）
  - 4月28日：無人駅となる[7]。荷物取扱い廃止[1]。
  - 8月：木造平屋建ての簡易駅舎に改築[8]。
- 1987年（昭和62年）4月1日：国鉄分割民営化により北海道旅客鉄道に継承[1]。
- 1989年（平成元年）6月4日：経営移管により、北海道ちほく高原鉄道ふるさと銀河線の駅となる[9][10]。
- 2006年（平成18年）4月21日：ふるさと銀河線廃線により廃止。

### 駅名の由来
所在地名より。付近の利別川の屈曲部にあるアイヌ語で「アイカッピラ（aikap-pira）」（アイカㇷ゚の・崖）と呼ばれた崖に由来する。これについて山田秀三『北海道の地名』では次のように紹介している。
この「アイカプ（aikap）」は会話文中では動詞のあとにつけ「～できない」ということを表すが、地名の場合は海岸や川岸の大崖を指す言葉であり、多くの場合は「矢を放ったが届かなかった」という伝承が残っている。1973年（昭和48年）に国鉄北海道総局が発行した『北海道　駅名の起源』では次のような伝承を紹介している。

### 縁起の良い駅名として
読みと漢字が「愛のカップル」に通じるとして人気があり、1989年（平成元年）と1991年（平成3年）には結婚式が挙行された。愛冠駅に関する切符も、縁起の良い切符として売れ行き好調であった。駅前に「愛の泉」なる水飲み場があり、駅前の橋には「ウエディング ブリッジ」という名がついている。2014年6月時点でも「愛の泉」は稼働しているが、愛冠駅舎は施錠されており、トイレ・待合室ともに立ち入ることはできない。

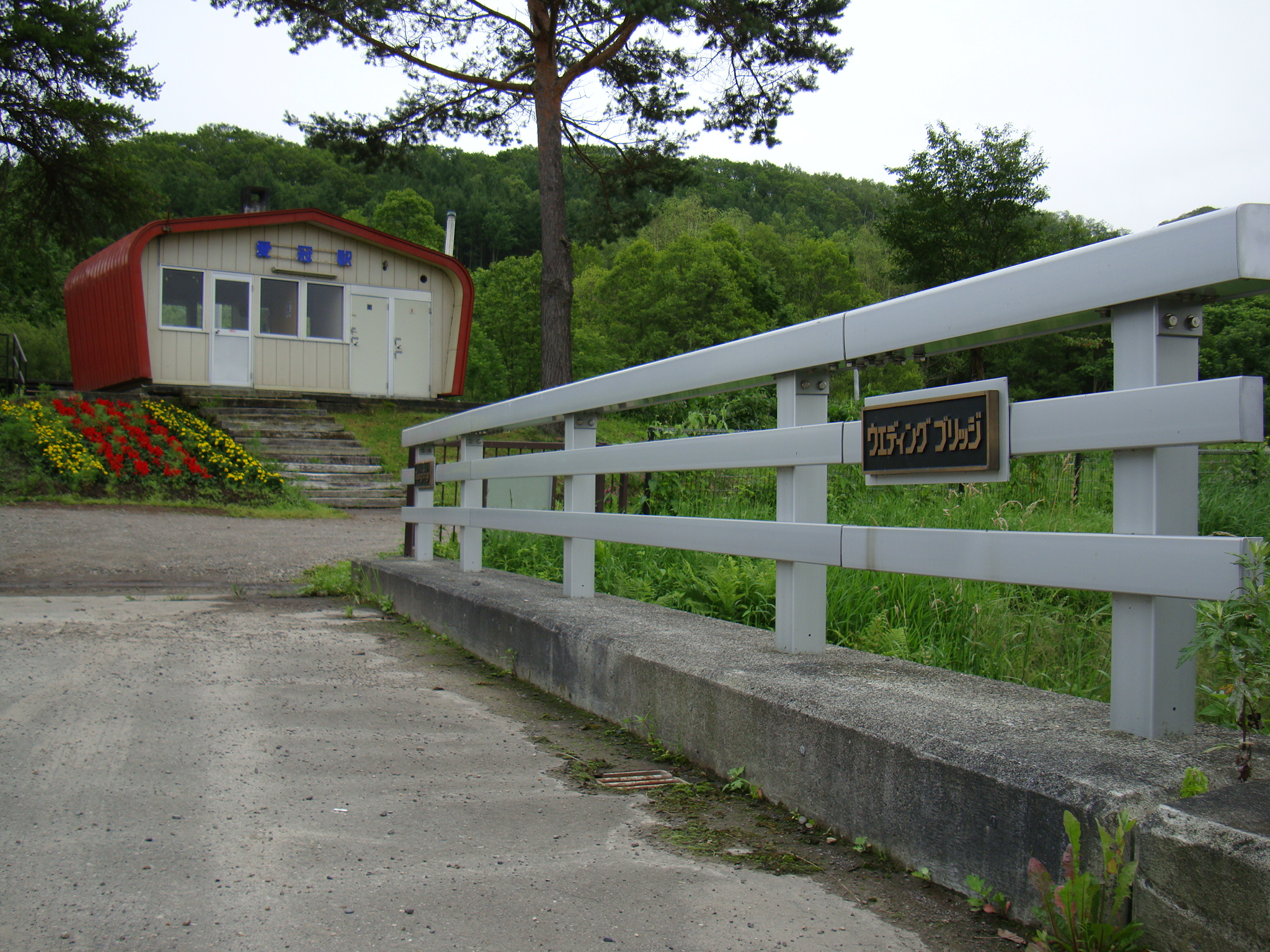
ウエディングブリッジ
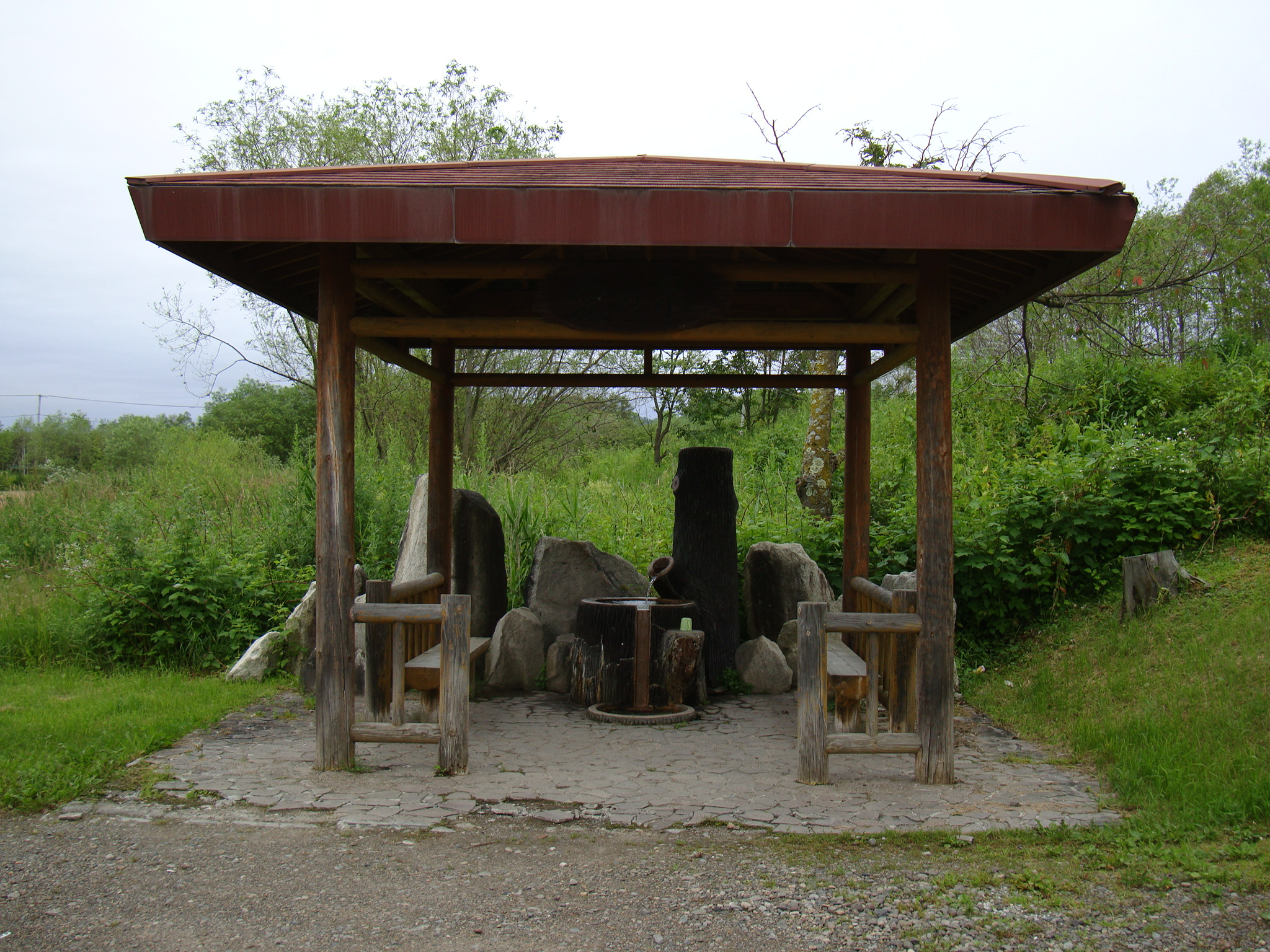
愛の泉
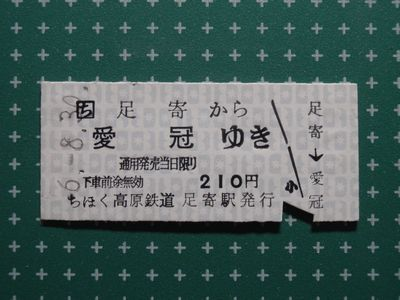
足寄→愛冠の硬券乗車券

## 駅構造
単式ホーム1面1線を有する地上駅。駅舎は「愛」の「冠」という名前にちなみ王冠型をしている。無人駅となった後に現在の木造平屋建て駅舎に改築された。

## 駅周辺
- 国道242号
- 十勝バス「愛冠」停留所

## 隣の駅
北海道ちほく高原鉄道
ふるさと銀河線
足寄駅 - 愛冠駅 - 西一線駅